# سه سار
سه سار، روستایی از توابع بخش میرزا کوچک جنگلی شهرستان صومعه‌سرا در استان گیلان ایران است.

## موقعیت طبیعی
روستای سه سار با مختصات جغرافیایی Y4125642 -X339581 - UTM طول شرقی از نصف النهار گرینویچ ۴۹درجه ۱۱دقیقه و ۲۷ ثانیه عرض شمالی و ۳۷ درجه ۱۵ دقیقه و۴ ثانیه در ضلع جنوب شرقی شهرستان صومعه سرا واقع در استان گیلان از کشور ایران قرار دارد مساحت روستا حدود ۶ کیلومتر مربع که %۶۰ آن را زمین‌های کشاورزی و۴۰٪ آنرا باغات شامل (جنگل کاری. صیفی. جالیز. خانه. محوطه. حریم جاده و رودخانه هادربر گرفته‌است.
رو ستای سه سار به فاصله ۲۰ کیلومتری از مرکز شهرستان قرار دارد و به ترتیب از شمال به روستای پشتیر و چالکسر و از سمت شرقی به پشتیر و رودخانه شیرک و از جنوب به روستای تیمور کوه و تطف رود و از ضلع غربی به روستاهای ملار سیاهورودو توسه کله و چالکسر محدود می‌باشد.

## پستی و بلندی
کوه تیمور کوه در ضلع جنوبی مشرف بر روستا با ارتفاع ۲۵۰ متر از سطح دریای آزاد قرار دارد و شیب ملایم اراضی سه سار از جنوب امتداد دارد به طوری که تفاوت ارتفاع پست‌ترین و بلندترین نقطه در سه سار ۷ متر می‌باشد.

## رودخانه و منابع آب
سه سار از سه طرف محصور در جریان آب رودخانه و کانال آبرسان می‌باشد که به ترتیب رودخانه پلنگ ویر در غرب و شیرک در شرق و کانال آب بر فومنات در ضلع شمالی آن جاری است و رودخانه پلنگ ور از سلسله کوه‌های تالش در ضلع جنوبی دهستان آلیان سرچشمه گرفته و پس از مشروب نمودن مزارع کشاورزی روستا از ضلع شمالی خارج می‌شود لازم است ذکر شود در صورت نیاز به آب زراعی به وسیله پمپاژ از آب کانال استفاده می‌شود

## آب و هوا
به طور کلی سه سار به سبب قرار گرفتن در ضلع غربی استان گیلان و دامنهٔ رشته کوه‌های تالش دارای آب و هوای معتدل با تابستان‌های نسبتاً گرم و زمستان‌های معتدل و سرد بوده و با میانگین متوسط بارش سالانه ۱۲۶۰میلیمتر و رطوبت نسبی %۸۵ و متوسط دما ۲۲ درجه است و بر اساس آمار ۱۵ ساله ایستگاه هواشناسی کسما که عمده بارش‌های سالانه در اواخر زمستان و تابستان و اوایل پاییز اتفاق می‌افتد.

## بادهای موسمی
باد گرم پاییز به نام علمی پدیده (فون) که از برخرد آب و هوای گرم شمال با آب و هوای سرد و خشک استان‌های اردبیل. زنجان در ارتفاعات صورت گرفته و در سراسر جلگه گیلان جریان دارد.
باد شمال (دریا وا) که در اواسط ظهر تا عصر در فصول گرم سال می‌وزد. ا
باد غربی (خلخال وا) که در غروب در روزهای آفتابی تابستان از کوه‌های تالش به طرف دشت گیلان می‌وزد.

## بارش‌های فصل
در سه سار مثل سایر مناطق گیلان دو نوع بارش از اهمیت ویژه‌ای بر خوردار است که عبارت اند از:
1. باران پنجک که از روزهای ۲۹ الی ۳۱ خرداد و اول و دوم تیر با اندکی تغییر می‌بارد
2. باران سه شب لان که در اواسط تابستان به مدت ۳ روز شروع به بارندگی می‌کند.

## دلایل نامگذاری سه سار
- سه سار به معنی سیه سار یعنی محله پرندگان سیاه از نوع سار (سیته محلی) یاسیه سار همان سیاه نسبر محلی است شاید نماد و عامل اسم گذاری محلی شده‌است زیرا سه سار محلی پر از سیاه سار بوده و به خاطر وفور آن‌ها یک منطقه از مزارع را سیته بجار یعنی مزرعه سارها نامیده اندچه سیه سار و چه سه سار هرکدام یعنی محله سارها.
- سه سار به معنی محلهٔ سه چشمه سار است سه سار در گذشته و حال سه چشمه پرآب و جاری داشته و دارد که در جنوب مرکز و شمال سه سار جاری بوده و مزارع را آبیاری می‌کردند به خاطر همین چشمه‌ها (سه چشمه سار) سه سار نامیده شده‌است.

- سه سار در گذشته سی سار بوده (سار یعنی پسوند مکان) و سی یعنی سنگ و صخره در این صورت سی سار یا سه سار محله پر از سنگ و صخره بوده‌است.
- سه سار سیه سار بوده یعنی محلهٔ سیاه و تاریک شاید به خاطر درختان جنگلی بلند و زیر قرار گرفتن رشته کوه‌های البرز شمالی دارای روشنایی کافی نبوده و غروب و شب‌های تاریک داشته که به محله تاریک و سیاه معروف شده.[۱]

## جمعیت
این روستا در دهستان گوراب زرمیخ قرار دارد و براساس سرشماری مرکز آمار ایران در سال ۱۳۸۵، جمعیت آن ۱٬۴۲۵ نفر (۳۳۸خانوار) بوده‌است.

## زبان
زبان اهالی روستای سه سار تالشی است و به لهجه مناطق جنوبی تالش تکلم می کنند.